# كريستال الظلام
كريستال الظلام (بالإنجليزية: The Dark Crystal)‏ هو فيلم مغامرة تم إنتاجه في المملكة المتحدة والولايات المتحدة وصدر في سنة 1982. الفيلم من إخراج جيم هانسون.
تم إنتاج مسلسل تلفزيوني يسرد الأحداث السابقة لقصة الفيلم بعنوان The Dark Crystal: Age of Resistance وتم عرضه لأول مرة على Netflix في عام 2019.

## الميزانية والإيرادات
بلغت تكلفة إنتاج الفيلم حوالي 15 مليون دولار بينما حقق أرباحا تقدر بـ 40,577,001 دولار.

## وصلات خارجية
- كريستال الظلام على موقع IMDb (الإنجليزية)
- كريستال الظلام على موقع روتن توميتوز (الإنجليزية)
- كريستال الظلام على موقع نتفليكس (الإنجليزية)
- كريستال الظلام على موقع ألو سيني (الفرنسية)
- كريستال الظلام على موقع Turner Classic Movies (الإنجليزية)
- كريستال الظلام على موقع أول موفي (الإنجليزية)
- كريستال الظلام على موقع بوكس أوفيس موجو (الإنجليزية)
- كريستال الظلام على موقع فيلمافينيتي (الإسبانية)
- كريستال الظلام على موقع قاعدة بيانات الأفلام السويدية (السويدية)
- كريستال الظلام على موقع قاعدة بيانات الفيلم (الإنجليزية)

1. 1 2 3 4  وصلة مرجع: http://www.imdb.com/title/tt0083791/fullcredits. الوصول: 9 مايو 2016.
2. ↑  وصلة مرجع: http://www.ofdb.de/film/3292,Der-Dunkle-Kristall. الوصول: 9 مايو 2016.
3. ↑  وصلة مرجع: http://www.imdb.com/title/tt0083791/. الوصول: 9 مايو 2016.